# Baúl
Baúl is een plaats in de gemeente Baza, in de Spaanse provincie Granada (regio Andalusië). De plaats telde 144 inwoners op 1 januari 2024.

## Geboren
- Joaquín Galera (1940-2025), wielrenner